# Edworthia
Edworthia — це вимерлий рід паромоміїд плезіадапіформних, який існував в Альберті, Канада, на початку палеоцену (середній торрехонський вік). Його вперше назвали Річард С. Фокс, Крейг С. Скотт і Браян Д. Ранкін у 2010 році, а типовий вид — Edworthia lerbekmoi. Едвортія, описана з нещодавно відкритого місця у формації Паскапу, відкритого на розрізі дороги в муніципальному парку Едворті.